# Karl Zeerleder

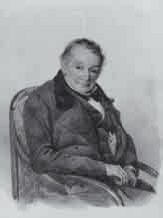
Karl Zeerleder

Karl Zeerleder (* 31. Dezember 1780 in Bern; † 28. Juni 1851 auf seinem Landgut auf dem Mont Vully) war ein Schweizer Politiker.

## Leben
Er entstammte der Berner Patrizierfamilie Zeerleder; sein Vater war als Bankier tätig. Nach einem im Alter von 16 Jahren begonnenen Volontariat auf einer Anwaltskanzlei wurde Karl bereits als Achtzehnjähriger Sekretär des Justizministeriums der Helvetischen Republik und nach der Restauration 1814 Mitglied des Grossen Rats. 1819 bis 1824 war er Oberamtmann im Schloss Aarwangen, wo er unter anderem eine Amtsersparniskasse gründete, und von 1824 bis 1830 war er Mitglied des Kleinen Rats. 
Zeerleder gehörte zu den Gründern der Schweizerischen geschichtforschenden Gesellschaft, war 1831 bis 1840 deren Präsident und Herausgeber der Urkunden für die Geschichte des Stadt Bern und ihres frühesten Gebietes bis zum Schluss des dreizehnten Jahrhunderts. Bei Beginn der Regeneration wurde er 1831 der erste Berner Gemeindepräsident.